# Autoroute espagnole VA-30
L'autoroute VA-30 est une rocade autoroutière urbaine encore en construction (nord-est de la ville) et qui entoure Valladolid en desservant les différentes zones-est de l'agglomération.
D'une longueur de 7 kilomètres en service, elle relie tout le sud entre l'A-62 et la VA-11 au niveau de la zone industrielle San Cristobal au sud-est de la ville.
La partie est et nord de la rocade est encore en projet et les travaux devraient commencer d'ici peu.

## Sections
La Rocade VA-30 est divisée en plusieurs sections.
| Nom   | Section                                              | État       | Longueur (km) | Rocade      |
| ----- | ---------------------------------------------------- | ---------- | ------------- | ----------- |
| VA-30 | Arroyo de la Encomienda (A-62) - Cisterniga (CL-601) | En service | 7 km          | Rocade-Sud  |
| VA-30 | Cisterniga (CL-601) - Granja de los Trigales         | En projet  | x km          | Rocade-est  |
| VA-30 | Granja de los Trigales - Cabezon de Pisuerga (A-62)  | En projet  | x km          | Rocade-nord |

La rocade ouest est assurée par l'autoroute A-62.

## Tracé
- Elle débute au sud de la ville où elle se détache de l'A-62 (Burgos - Portugal) à hauteur de Arroyo de la Encomienda.
- Elle dessert le sud de l'agglomération avant de bifurquer avec la VA-12 en provenance de Madrid.
- Quelque kilomètre plus loin à l'ouest de Cisterniga, elle va se connecter à la future CL-601 qui va relier Valladolid à Segovie lorsqu'elle sera convertie en autovia pour une fin provisoire de la VA-30 en attendant les travaux des autres tronçons.

## Référence
- Nomenclature